# Giuseppe Inzerillo
Giuseppe Inzerillo (Palermo, 1º ottobre 1964 – scomparso a Palermo il, 12 giugno 1981), figlio del boss Salvatore Inzerillo e Filippa Spatola, fu una delle vittime della guerra di mafia degli anni ottanta del XX secolo.

## La guerra di mafia
L'11 maggio 1981 il padre di Giuseppe, Salvatore "Totuccio" Inzerillo a bordo di un'Alfetta, andò a trovare la sua amante in via Brunelleschi a Palermo. Finita la visita, egli non fece neanche in tempo ad aprire l'Alfetta che da un furgone, lì parcheggiato, Pino Greco, Nino Madonia e Giuseppe Giacomo Gambino (che invece sparò con un fucile automatico calibro 12) spararono all'impazzata uccidendolo a colpi di fucili d'assalto kalashnikov, (di cui le munizioni furono fornite da Nitto Santapaola). A ordinare l'agguato fu Totò Riina.

## La vendetta
Filippa Spatola e i due figli Giuseppe e Giovanni rimasero a vivere a Palermo nella casa del padre, mentre il resto della famiglia Inzerillo scappò a New York.
Giuseppe, in un impeto di rabbia, dichiarò davanti a testimoni di voler vendicare il padre ma qualche tempo dopo fu rapito dai  Corleonesi e portato in un porcile nel quartiere di Santa Maria di Gesù, dove i suini venivano privati del cibo per lunghi periodi. Dopo un processo sommario, Pino Greco fece mutilare il braccio di Giuseppe Inzerillo con un coltello da pescatore, dicendo "Era con questo braccio che volevate uccidere Totò Riina?" e gettò il braccio ai maiali, che lo mangiarono davanti a lui. Mentre moriva dissanguato, Greco e i suoi assistenti lo gettarono nel recinto dove i maiali lo divorarono; i pochi resti umani rimasti furono poi sciolti in un bidone di acido cloridrico.